# Челкасы (Чебоксарский район)
Челкасы́ (чув. Чулкасси) — деревня в Чебоксарском районе Чувашской Республики. Входит в состав Шинерпосинского сельского поселения.

## География
Находится в северной части Чувашии на расстоянии приблизительно 11 км на восток-юго-восток по прямой от районного центра поселка Кугеси на левом берегу реки Рыкша.

## История
Известна с 1858 года, когда в ней было 209 жителей (вместе с околотком Тверинкино). В 1897 году был учтен 241 житель, в 1906 — 44 двора, 246 жителей, в 1926 — 70 дворов и 337 жителей, в 1939—376 жителей, в 1979—217. В 2002 году было 54 двора, в 2010- 49 домохозяйств. В период коллективизации был образован колхоз «Чел-Ту», в 2010 году действовало ЗАО «Агрофирма «Ольдеевская».

## Население
Постоянное население составляло 124 человека (чуваши 98 %) в 2002 году, 102 в 2010.